# Centule III. de Béarn
Centule III. de Béarn (francuski: Centulle III de Béarn) bio je francuski vikont Béarna (vicomte de Béarn) u srednjem vijeku, koji je umro nakon 995.
Bio je sin vikonta Gastona I. i njegove supruge, čije je ime u potpunosti nepoznato, te je na latinskom znan kao "Centuli Gastoni" = "Centule, sin Gastonov".
Ime Centuleove supruge nije poznato. Imali su barem jedno dijete, sina Gastona II., koji je imao sina Centulea, kojeg je po ocu nazvao.
Moguće je da je Centule imao još jednog sina.